# Wietske Loebis
Wietske Loebis (Leiden, 1974) is een Nederlandse tekstdichter.
In 2008 verscheen haar bundel Cavia's begin september bij uitgeverij Nijgh en Van Ditmar. Deze bundel werd tegelijkertijd gepresenteerd met een nieuwe bundel van Drs. P. In 2011 kwam haar cd Vroege Vogels Vocaal uit bij de VARA. In 2019 bracht zij het liedalbum Tekst Zoekt Muziek uit, waarbij zij als tekstdichter samenwerkingen aanging met diverse theaterartiesten en muzikanten, waaronder Jenny Arean en Youp van ’t Hek.
- Digitale Bibliotheek voor de Nederlandse Letteren: loeb005
- Gemeinsame Normdatei: 174008686
- International Standard Name Identifier: 0000 0003 6904 7125
- Nederlandse Thesaurus van Auteursnamen: 305998862
- Virtual International Authority File: 202415222
- WorldCat: E39PBJB8pV8fhGPdJXbhTKhCQq